# Datapost
Unter dem Begriff Datapost bot die Deutsche Bundespost seit dem 1. September 1989 eine sichere, schnelle und verlässliche Übermittlung von Sendungen an. Datapostsendungen wurden dem Empfänger zu einem jeweils vereinbarten Zeitpunkt ausgeliefert.
Es war eine Versandform und hatte mit elektronischer Übermittlung nichts zu tun. Am 1. März 1963 ersetzte der Kursbrief den bisherigen Bahnhofsbrief – ein Verfahren, das es bis zum 31. August 1989 gab.

„Von der damaligen Deutschen Bundespost angebotener Service für Briefe bis 1.000 g und Pakete bis 20 kg, wobei die Sendungen immer beim gleichen Postamt eingeliefert bzw. deren Abholung dort vereinbart werden mußte. Die Zustellung erfolgte durch Abholung beim Empfänger, Einlegen in ein Postfach oder – gegen Zusatzgebühr – durch Zustellung per Eilboten. Die Datapost war auch im Auslandsverkehr als internationaler Kurierdienst für verschiedene Länder möglich.“

Ab 1. Januar 1983 war auch die unregelmäßige Einlieferung einer Datapostsendung – gegen eine besondere Beförderungsgebühr – möglich. Für die Einrichtung der Verbindung war eine nach Häufigkeit gestaffelte monatliche Gebühr zu entrichten. Hinzu kamen die übliche Briefgebühr, Sonderdienste (Einschreiben, Nachnahme etc.) waren nicht zugelassen.
Für Datapostverbindung nach dem Ausland war für die Einrichtungs und Aufrechterhaltung monatlich eine Gebühr von 120,- DM zu entrichten. Für die Beförderungsgebühren gab es umfangreiche Listen. Die Anbringung eines Freimachungsvermerks auf Datapostsendungen nach dem Ausland war nicht erforderlich. In die SBZ und nach Ost-Berlin waren sie nicht zugelassen.
Im Amtsblatt 29/92 vom 29. März 1990 heißt es: Vom 2. April 1990 an wird der Datapostdienst mit der Deutschen Post der DDR versuchsweise aufgenommen. Mit Verfügung 99 kommt es zur endgültigen Einführung der Zusatzleistung „Datapost-Inland“ und zur Einstellung des Zentralen Kurierdienstes zum 1. Juli 1990.